# یادگیری مشارکتی
یادگیری مشارکتی (انگلیسی: cooperative learning) زمانی رخ می‌دهد که دانش آموزان در گروه‌های کوچک برای کمک به یادگیری یکدیگر کار می‌کنند. گروه یادگیری مشارکتی از نظر اندازه متفاوت هستند، گرچه گروه‌های چهار نفری دانش آموزان معمول است.

## تحقیق در مورد یادگیری مشارکتی
محققان در یافته‌اند که یادگیری مشارکتی راهبرد مؤثری برای بهبود پیشرفت به ویژه در زمانی است که دو وضعیت زیر بر قرار باشد (اسلاوین، ۱۹۹۵):
- پاداش گروهی داده شود: به طوری که اعضای گروه حس کنند بهترین پاداش آن‌ها کمک به یادگیری هم دیگر است.
- افراد مسئولیت پذیر باشند: بدون مسئولیت برخی از افراد ممکن است تنبلی کنند و برخی ممکن است از گروه حذف شوند زیرا تصور می‌کنند مشارکت کمی داشته‌اند.